# Rousset-Serre-Ponçon
Rousset-Serre-Ponçon is een gemeente in het Franse departement Hautes-Alpes (regio Provence-Alpes-Côte d'Azur). De gemeente telt 176 inwoners (1999). De plaats maakt deel uit van het arrondissement Gap.

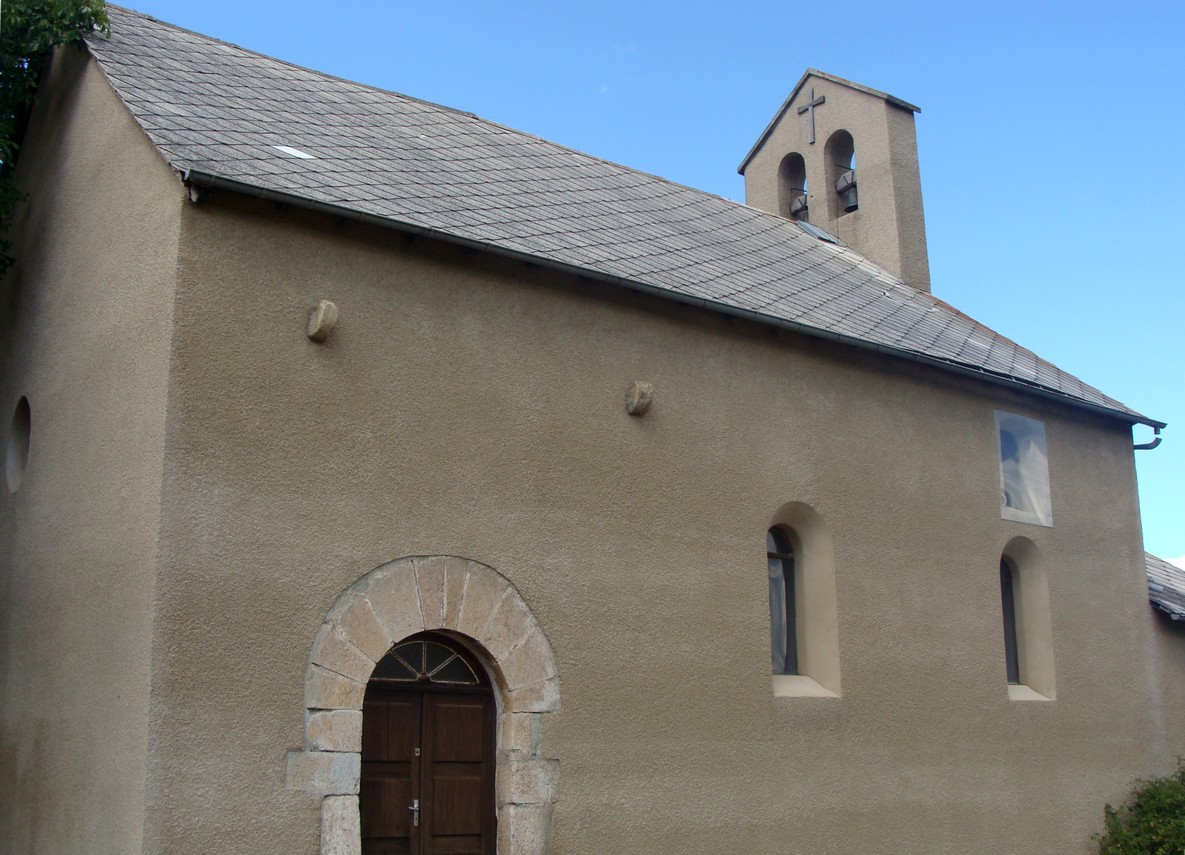
Église de l'Assomption

## Geschiedenis
Een oude vermelding van de plaats gaat terug tot 1050 als Rossetum. De 18de-eeuwse Cassinikaart toont het dorp Roußet.
Op het eind van het ancien régime eind 18de eeuw, toen de gemeenten werden gecreëerd, werd Rousset een gemeente.
Op 1 januari 2025 werd gemeentenaam officieel gewijzigd van Rousset naar Rousset-Serre-Ponçon.

## Geografie
De oppervlakte van Rousset bedraagt 14,3 km², de bevolkingsdichtheid is 12,3 inwoners per km². De gemeente grenst ten zuiden aan het Meer van Serre-Ponçon.
De onderstaande kaart toont de ligging van Rousset-Serre-Ponçon met de belangrijkste infrastructuur en aangrenzende gemeenten.

## Bezienswaardigheden
- De Église de l'Assomption

## Demografie
Onderstaande figuur toont het verloop van het inwonertal (bron: INSEE-tellingen).
Vanwege een beveiligingsprobleem met de MediaWiki Graph-software is het momenteel niet mogelijk deze grafiek weer te geven. Zodra de software is bijgewerkt zal de grafiek vanzelf weer zichtbaar worden.